# Реп'ях

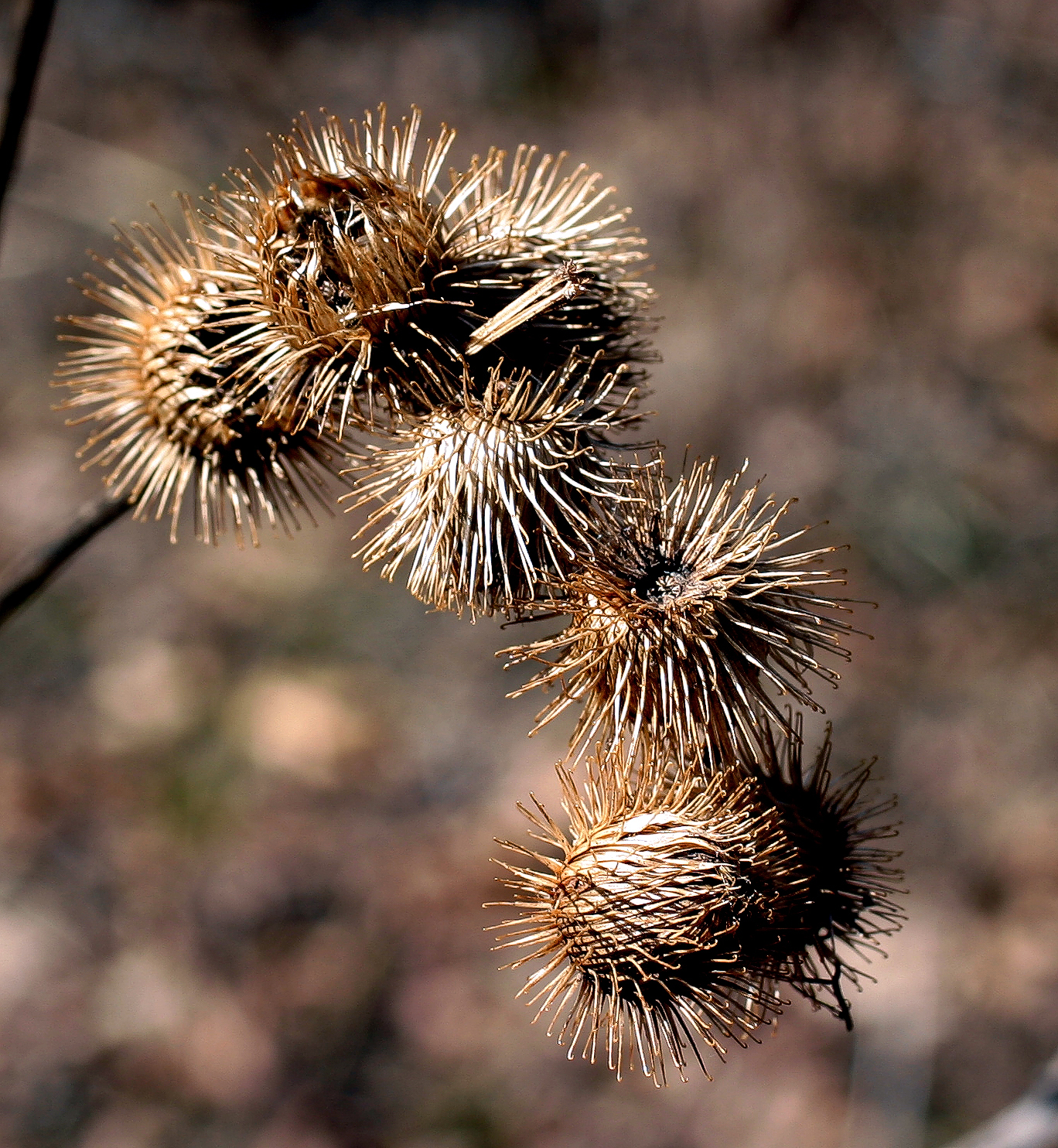
Стиглі плоди лопуха справжнього

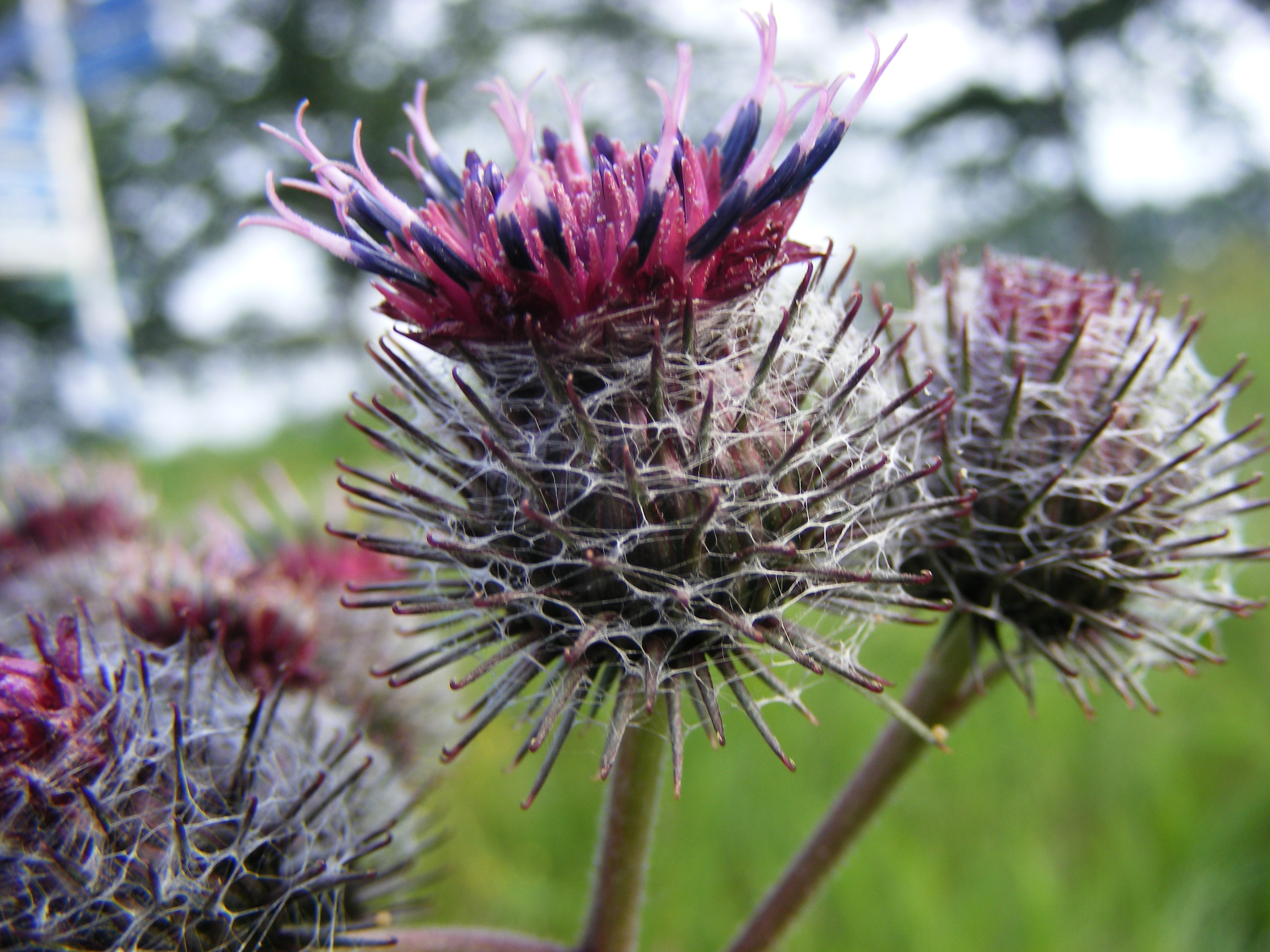
Колючі суцвіття лопуха павутинистого

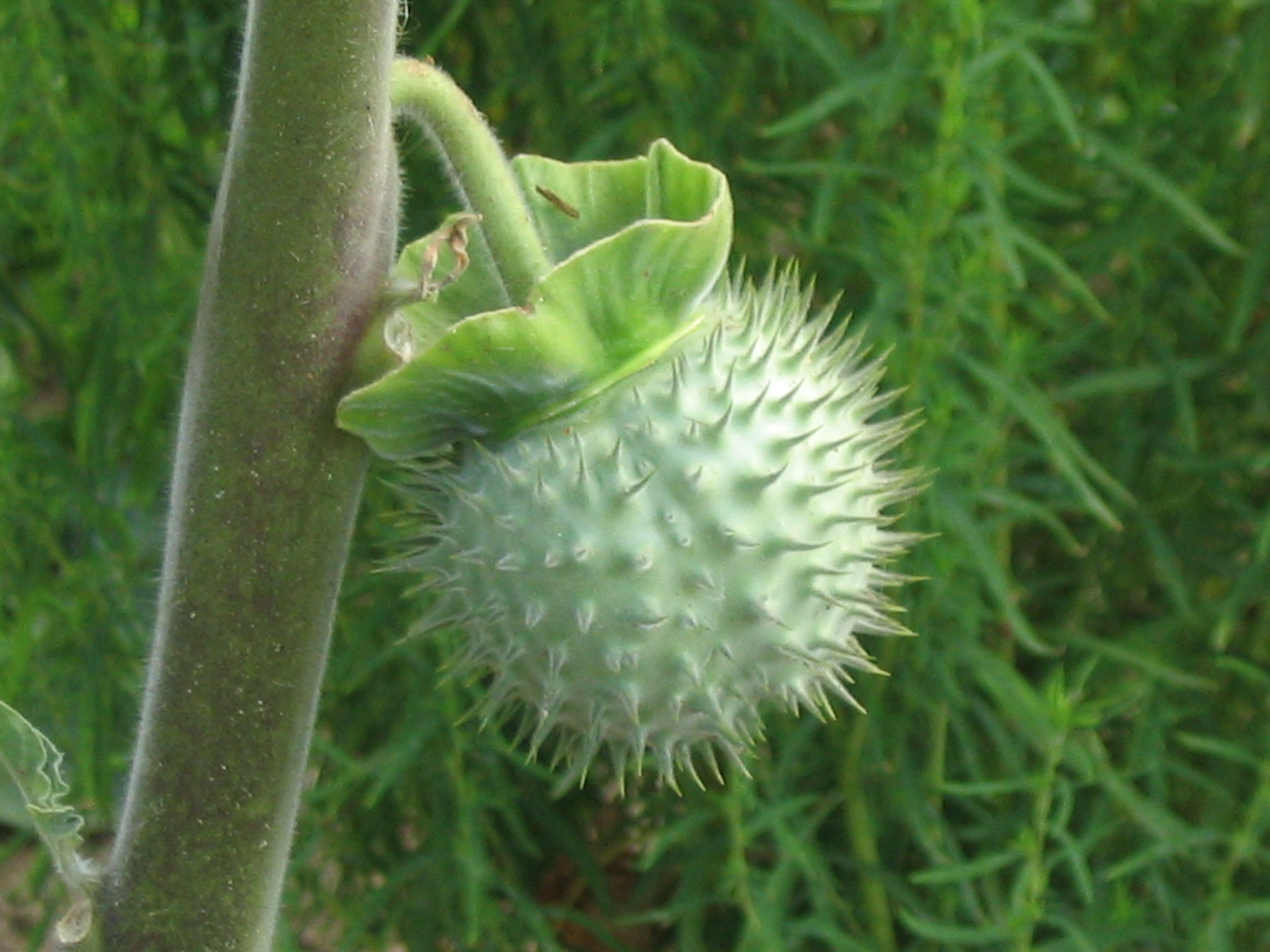
Коробочки дурману також належать до реп'яхів

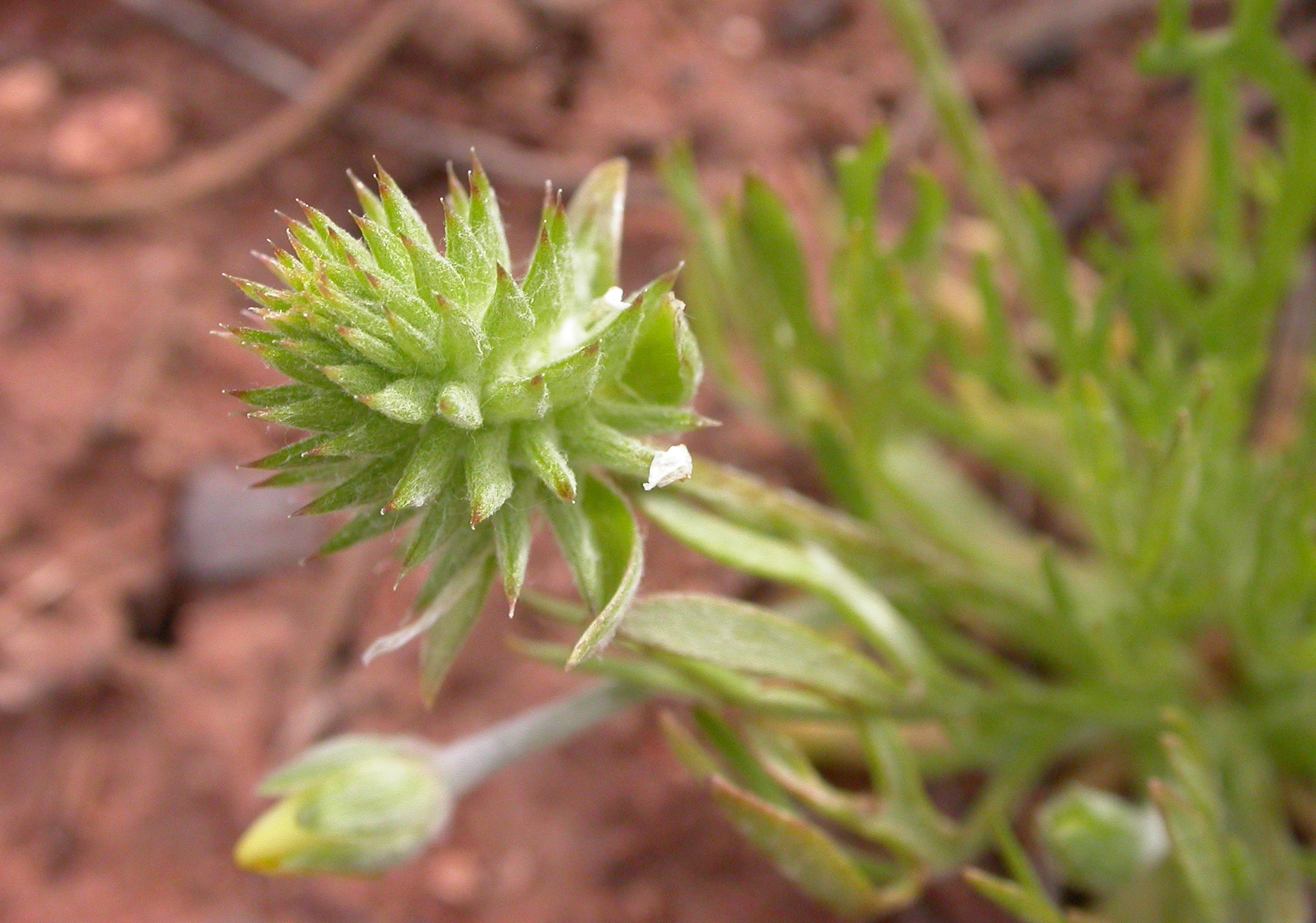
Недостиглий плід реп'яшка пряморогого

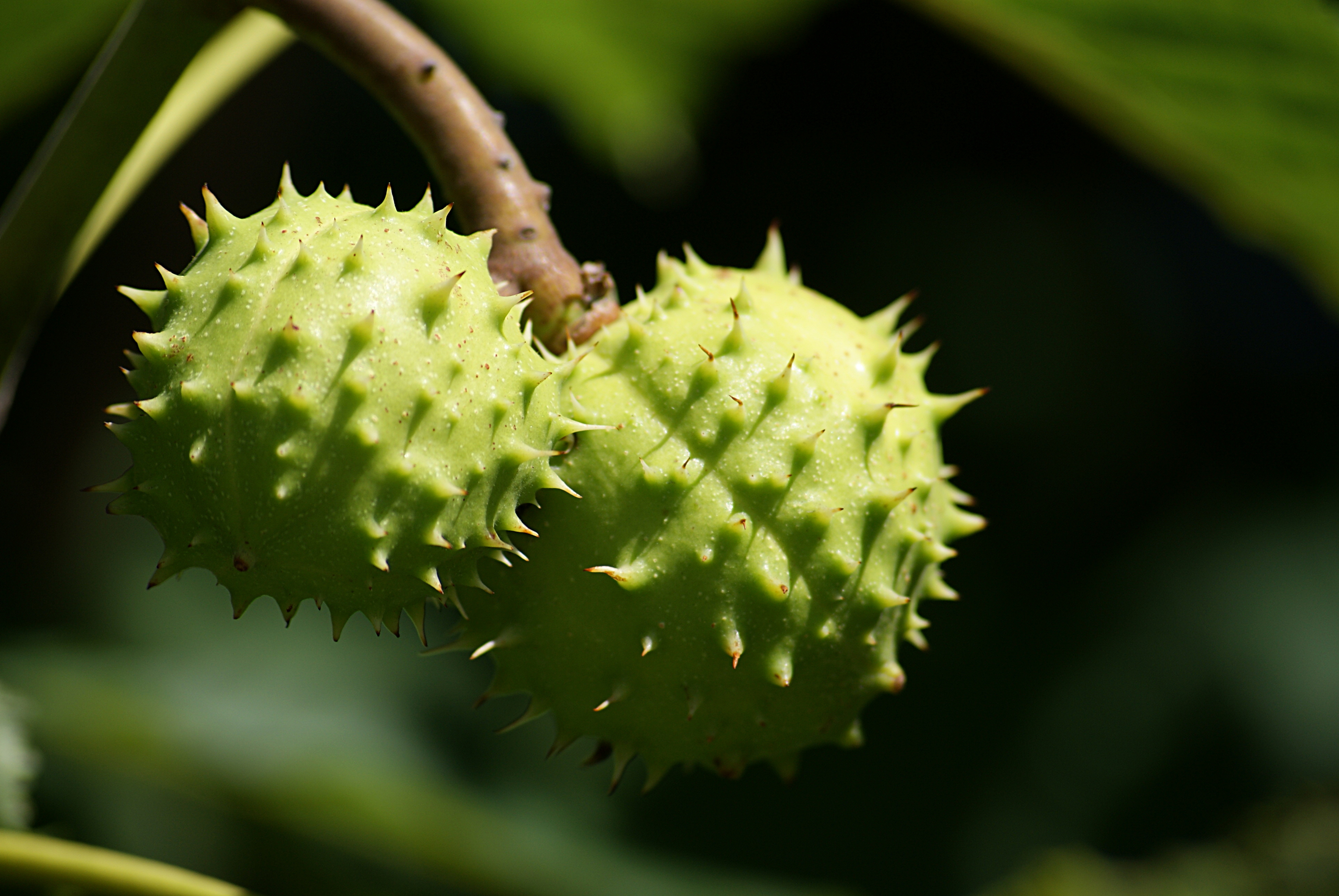
Нечіпкі плоди гіркокаштана звичайного реп'яхами не є

Реп'я́х — узагальнена народна назва суцвіть і плодів, що мають численні колючки й здатні чіплятися до одягу людей, хутра тварин тощо. Разом з тим, колючі, але нечіпкі плоди чи суцвіття реп'яхами не вважають.
Найчастіше реп'яхами називають відповідні утворення рослин з родини Айстрових, зокрема різних видів лопухів, будяків, осоту тощо. Стосовно лопуха справжнього ця назва стала настільки поширеною, що перетворилася на народну і стала означати усю рослину загалом. Також відомі похідні народні та наукові назви, наприклад, Реп'яшок — рід рослин з родини Жовтецевих.

## Будова
З ботанічної думки до реп'яхів, як правило, відносять нижню частину суцвіть-кошиків та цілі плоди-коробочки. Колючки реп'яхів, як правило, на кінцях загнуті, хоча це й непомітно неозброєним оком. Завдяки таким гачкам, при струшуванні реп'яхи не обсипаються на відміну від інших колючих плодів. Наявність чіпких колючок є пристосуванням до поширення таких плодів ссавцями — чіпляючись до хутра тварин, реп'яхи можуть бути занесені на досить великі відстані. В переважній більшості випадків тварина не здатна самостійно звільнитися від реп'яха, він відпадає лише коли оболонка плоду руйнується природним чином від тертя о навколишні предмети.

## Значення

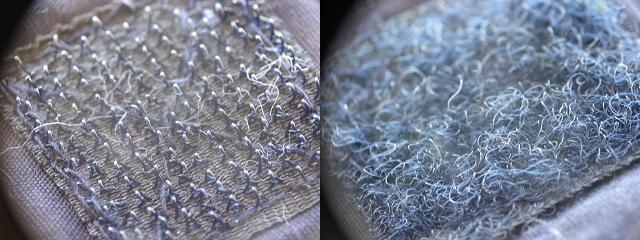
Застібка-липучка

Господарське значення реп'яхів загалом невелике і негативне. Вони відіграють певну роль в поширенні бур'янів, при значній засміченості погіршують якість овечої вовни, псують вигляд хвоста і гриви у коней, до того ж їх важко відокремити від одягу. Худоба переважно уникає їсти колючі плоди, хоча віслюки полюбляють саме колючі будяки. Через це слово «реп'ях» набуло в українській мові негативного відтінку, з часом в літературі й побутовому мовленні його стали вживати як епітет, що означає причіпливу людину.
Водночас у XX сторіччі детальне дослідження колючок реп'яхів пояснило механізм їх надзвичайної чіпкості й стало основою для винаходу застібок-липучок.